# مقاطعة لوفا
مقاطعة لوفا هي مقاطعة في ليبيريا، بلغ عدد سكانها 270٬114 نسمة، في 2008، عاصمتها فوينجاما، تبلغ مساحتها 9٬978 كيلومتر مربع.